# Al Shearer
Al Shearer (né le 14 août 1977 à Columbus aux États-Unis) est un acteur américain.

## Filmographie

### Cinéma
- 2001 : How High de Jesse Dylan : I Need Money
- 2006 : Les Chemins du triomphe (Glory Road) de James Gartner : Nevil Shed

### Télévision
- 2003 : Punk'd : Stars piégées : un agent